# 卡斯泰龙
卡斯泰龙（法語：Castéron，法語發音：[kasteʁɔ̃]）是法国热尔省的一个市镇，属于孔东区。

## 地理
卡斯泰龙（43°53'31"N, 0°51'40"E）面积11.08 平方千米，位于法国奧克西塔尼大區热尔省，该省份为法国西南部内陆省份，北起顺时针与洛特-加龙省、塔恩-加龙省、上加龙省、上比利牛斯省、大西洋比利牛斯省和朗德省接壤。
与卡斯泰龙接壤的市镇（或旧市镇、城区）包括：屈蒙、格拉唐、马尔萨克、莫米松、蒙加亚尔、戈东维尔、莫鲁、佩苏朗。

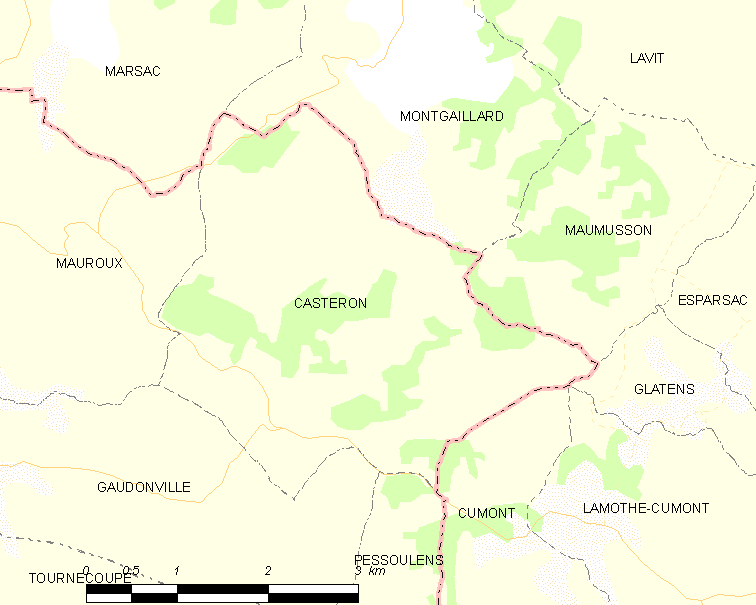
卡斯泰龙的OSM定位图

卡斯泰龙的时区为UTC+01:00、UTC+02:00（夏令时）。

## 行政
卡斯泰龙的邮政编码为32380，INSEE市镇编码为32084。

## 政治
卡斯泰龙所属的省级选区为弗勒朗斯-洛马涅县。

## 人口

1962-2008年间卡斯泰龙人口变化图示

卡斯泰龙于2022年1月1日时的人口数量为52人。